# Neotrichoppia variabilis
Neotrichoppia variabilis är en kvalsterart som beskrevs av Iturrondobeitia och Subías 1981. Neotrichoppia variabilis ingår i släktet Neotrichoppia och familjen Oppiidae. Inga underarter finns listade i Catalogue of Life.